# Casinaria alpina
Casinaria alpina là một loài tò vò trong họ Ichneumonidae.